# Centre Esther Koplowitz
El Centre Esther Koplowitz és un centre de recerca biomèdic, inaugurat l'any 2010, que té com a objectiu l'estudi de les causes, diagnòstic i tractament de malalties complexes: neurodegeneratives, càncer, biopatologia i bioenginyeria respiratòria, cardiovascular i renal, malalties del fetge, sistema digestiu i metabolisme. Situat a Barcelona, a pocs metres de l'Hospital Clínic de Barcelona, el Centre Esther Koplowitz està ubicat en un edifici de set plantes on treballen més de 300 investigadors que duen a terme una important tasca de formació i investigació. Es tracta d'un referent mundial de com s'ha d'estructurar la investigació mèdica en un hospital universitari.
El 'Centre Esther Koplowitz' és el resultat de la suma de diverses iniciatives, públiques i privades: per una banda, la dels metges de l'Hospital Clínic de Barcelona que, a través de la Fundació Clínic, van comprar un solar pròxim a l'hospital per construir un centre de recerca; la d'Esther Koplowitz que, a través de la Fundació del mateix nom, ha finançat la construcció de l'edifici, amb un cost de 15 milions d'euros, i, finalment, el suport de la Generalitat de Catalunya, el Ministeri de Ciència i Innovació, l'Institut de Salut Carlos III i la Universitat de Barcelona. També s'ha comptat amb altres mecenes com la Fundació Privada Cellex, l'Acció Sardà Farriol per a la Investigació en Diabetis (ASF) i Laboratoris Esteve.